# گرگوار لوپرنس رانگه
گرگوار لوپرنس-رانگه (فرانسوی: Grégoire Leprince-Ringuet‎؛ زادهٔ ۴ دسامبر ۱۹۸۷) یک هنرپیشه و کارگردان اهل فرانسه است. وی از سال ۲۰۰۳ میلادی تاکنون مشغول فعالیت بوده‌است.

## گزیده فیلمشناسی
از فیلم‌ها یا برنامه‌های تلویزیونی که وی در آن نقش داشته است می‌توان از به‌من نگو پسر دیوانه بود، ترانه‌های عاشقانه، شخص زیبا، اعتبار رز نام برد.